# Милорадович Михайло Андрійович
Михайло Андрійович Милорадович (1 (12) жовтня 1771, Вороньки Київського полку Війська Запорозького Городового — 15 (27) грудня 1825, Петербург) — російський аристократ українського походження, військовий діяч Російської імперії, граф (з 1813). Син сенатора Другої Малоросійської колегії та голови чернігівського Намісництва Андрія Милорадовича. Учасник російсько-шведської війни 1788—1790 років. Київський та Петербурзький губернатор. Убитий учасником заколоту на Сенатській площі 1825.

## Родина Милорадовичів
Три брати Милорадовичі (за походженням серби) на початку 18 століття підняли на Балканах повстання проти Османської імперії, але зазнали поразки й перейшли під опіку Війська Запорозького Городового, оселившись в одному з полків Гетьманщини. Милорадовичі стали частиною козацької старшини, а потім — малоросійського дворянства.
Вигідні шлюби пов'язали Милорадовичів з багатьма родами України: Стороженками, Полуботками, Скоропадськими, Тарновськими та ін. Рід Милорадовичів було внесено до дворянських родоводів Катеринославської, Полтавської та Чернігівської губерній. Один із родових маєтків в Україні — садиба Милорадівка (не збережена, назва перейшла на залізничну станцію біля сучасного міста Кривий  Ріг).

## Ранні роки і навчання за кордоном
Прийнято вважати, що він народився 1 жовтня 1771 року на території Війська Запорозького Городового. Щодо місця народження, то історики пишуть: «народився він начебто на Україні. Принаймні в формулярі штабу Окремого гвардійського корпусу написано, що Милорадович походив „з дворян Полтавської губернії“»; «в Полтавській губернії на Україні». Сам М. А. Милорадович вважав своєю батьківщиною та родинним маєтком село Вороньки в Полтавській губернії (на момент народження — Лубенського полку, а згідно з сучасним адміністративним поділом — розташованим в Полтавській області). 
Був правнуком одного з перших Милорадовичів, який з 1715 року був полковником Гадяцького адміністративного полку Війська Запорізького Городового (Гетьманщини) Михайла Ільковича Милорадовича, який оселився на Україні в 1711 році, а остаточно переїхав з Герцеговини у квітні 1712. Дід і батько Михайла Милорадовича були військовими. Михайла за звичками  дворян рано внесли до списків гвардії, з семи років хлопець — на навчанні в університетах Німеччини та Франції під наглядом гувернера Івана Данилевського. Разом із двоюрідним братом вивчали фортифікацію, артилерію, іноземні мови, математику, юриспруденцію, історію тощо. Михайло обрав військову кар'єру. Навчався в університетах Кеніґсберга (4 роки), Ґеттінґена, Страсбурґа.

## Військова кар'єра
У квітні 1787 року отримав чин прапорщика. Брав участь у російсько-шведській війні 1788—1790 років. З 1798 року — генерал-майор і шеф Апшеронського мушкетерського полку.
Учасник швейцарського походу російської армії (1799), війни проти Франції (1805), Османської імперії (1806—1812). В 1809—1812 роках — київський губернатор. Брав участь в гасінні київської пожежі в липні 1811 року, коли вигорів Поділ, забудований дерев'яними помешканнями. Клопоти по наданню державної допомоги погорілим родинам відхилив сам імператор. Тоді Михайло Милорадович звернувся до місцевого дворянства, що і вирішило проблему. У 1812 році Милорадович, у зв’язку з початком війни з Францією, був відправлений до діючої армії (він також займався формуванням на українських землях козацьких полків). Офіційно не полишивши посаду київського військового губернатора, надалі Михайло Андрійович не повернувся до Києва.

## Герой війни 1812—1814 рр
22 жовтня 1812 року відбулась баталія під містом Вязьма авангарду російської армії під керівництвом генерала Милорадовича та донського ватажка М. Платова (25 тис. осіб) із Четвертим французьким корпусом (усіх 37 тис. осіб), що закінчилася перемогою вояків Милорадовича та Платова. Вояки Наполеона втратили 8,5 тис. убитими, пораненими та взятими у полон. Російські вояки втратили близько 2 тис. осіб. У Бородінській битві 1812 року командував правим крилом 1-ї армії.
У битві під містом Лейпциг М. А. Милорадович керував російською та пруською гвардіями. За успіхи у військових операціях на початку 1813 року М. А. Милорадович першим отримав право носити на еполетах вензель імператора Олександра I, а за сукупність військових успіхів в закордонному поході з 1 травня 1813 року — титул графа Російської імперії. Власним девізом граф образ слова: «Прямота моя мене підтримує».
В 1813—1814 роках брав участь у закордонних походах російських військ. З 1818 року — петербурзький генерал-губернатор. У грудні 1825 року під час повстання декабристів був смертельно поранений П. Каховським на Сенатській площі.
Був похований в Олександро-Невській лаврі Санкт-Петербурга. 1937 року відбулося перепоховання праху в Благовіщенську усипальницю.